# Terrathelphusa chilensis
Terrathelphusa chilensis is een krabbensoort uit de familie van de Gecarcinucidae. De wetenschappelijke naam van de soort is voor het eerst geldig gepubliceerd in 1862 door Heller.